# Гэвин, Джулиан
Джулиан Гэвин (англ. Julian Gavin; род.1965, Мельбурн) — оперный певец-тенор австралийского происхождения, исполнял ведущие партии не только в Великобритании, но и во всем мире. Его оперные записи включают роль Дон Хозе в «Кармен», а также главные партии в «Эрнани» и Дон Карлос для независимой компании Chandos Records.

## Биография
Джулиан Гэвин родился в Мельбурне в семье музыкантов. Его мать Вэл была пианисткой и композитором, отец Джулиана — Пол Гэвин был профессиональным певцом, затем стал учителем. Джулиан получил степень бакалавра по направлению музыка в Мельбурнском университете, затем изучал дирижирование в Викторианском колледже искусств в Мельбурне. Он учился на оперного певца сначала со своим отцом, а затем в Национальной оперной студии в Лондоне. Первоначально он пел в Опере Норт, прежде чем дебютировать в Великобритании в качестве Альваро в опере Сила судьбы для Английской национальной оперы. Он пел для труппы в качестве постоянного главного тенора в ролях — Альфредо в опере Травиата, герцог Мантуи в опере Риголетто, Родольфо в опере Богема, Каварадосии в опере Тоска, а также главные роли в операх Сказки Гофмана, Эрнани и Трубадур. С тех пор он пел эти партии в оперных театрах Европы, Австралии и Северной Америки.
Гэвин участвовал в более чем десяти постановках для Opera Australia, в том числе в роли Ромео в романе Гуно Ромео и Джульетта, за которую он выиграл премию Green Room Award в 2006 году за Лучшую мужскую роль в оперном спектакле. Его выступления в Северной Америке включали роли — Гофмана в опере Сказки Гофмана (вашингтонская Национальная опера 2001), Густаво в опере Бал-маскарад (Бостонская Лирическая опера 2007) и Дик Джонсон в опере Девушка с Запада (Опера Монреаля 2008). В октябре 2010 года он дебютировал в роли Радамеса в опере Аида под управлением Верди для Квинслендской оперы.
Главная роль в опере Дон Карлос Джузеппе Верди была важной в карьере Гэвина. Он дебютировал в Королевском оперном театре в 1996 году, когда взял на себя роль Роберто Аланьи в постановке Люка Бонди и спел её на Эдинбургском международном фестивале в 1998 году, а также в постановках в Новой Израильской Опере, Опере Норт и Миннесотской опере. В 2009 году он записал партию для оперы Chandos в английском сериале. Другая ключевая роль (также записанная для Чандоса) — Дон Хосе в Кармен, в которой он дебютировал в Венской государственной опере и также пел для английской Национальной оперы, Цюрихской оперы, оперы Австралии, оперы Лозанны, Королевской шведской оперы и Королевского театра в Мадриде.
Гэвин пел партию Риккардо / Густаво в Бале-маскараде Верди несколько раз в своей карьере, последний раз для Национальной оперы Бордо в 2008 году. Он отказался от партии в знаменитой постановке Английской Национальной оперы Каликсто Биито, в которой хор мужчин сидел на унитазах, был массовый нацистский салют и сцена изнасилования гомосексуалистов. Его широко цитировали, называя постановку «пародией» и «актом художественного вандализма».
Хотя основной репертуар Гэвина — итальянская и французская опера 19-го века, он пел в нескольких произведениях чешских и немецких композиторов таких, как: роль Лаца в опере Енуфа (Опера Норт), роль Еник в опере Проданная невеста (Глайндборнский фестиваль); роль Флорестан в опере Фиделио (Австралийская опера) и роль Принц в опере Русалка (Австралийская опера). Он также появился в незаконченной опере Бизе Иван IV в театре на Елисейских Полях в 2002 году и в опере Хульда Сезара Франка в 1994 году. Его выступления в работах 20-го века включают Джона Стивена Бомонта в опере Восход Луны Николаса Мау, транслировавшемся на BBC в 1995 году, и Арвито в «l’Amore dei tre re» Итало Монтемецци для оперы Holland Park в 2007 году.
Сейчас Гэвин гражданин Великобритании и проживает в Лондоне с женой и пятью детьми. В дополнение к своим оперным спектаклям он преподает на кафедре вокальных исследований в Гилдхоллской школе музыки и театра.
В 2015 году стал спонсором австралийской благотворительной организации в Tait Memorial Trust; после он присоединился к их музыкальному совету.

## Записи
• Арольдо — Нил Шикофф (Арольдо), Кэрол Ванесс (Мина), Энтони Майклс-Мур (Эгберто), Джулиан Гэвин (Годвино); Оркестр и хор Флорентийского музыкального мая под управлением Фабио Луизи. Звукозаписывающая компания: Philips (записан в декабре 1997 года).
• Эрнани — Джулиан Гэвин (Эрнани), Алан Опи (Дон Карло), Сьюзен Паттерсон (Эльвира); Английская Национальная опера, оркестр и хор под управлением Дэвида Пэрри. Звукозаписывающая компания: Chandos Records (записан в июле 2000 года).
• Иван IV — Инва Мула (Мари), Людовик Тезье (Иван IV), Джулиан Гэвин (Игорь); Совместно с Национальным оркестром Франции, Хор Радио Франции под управлением Микаэля Шёнвандта. Звукозаписывающая компания: Naïve Records (записан в марте 2002 года).
• Кармен — Патрисия Бардон (Кармен), Джулиан Гэвин (Хозе), Гарри Маги (Эскамильо), Мэри Плазас (Микаэла); Совмесстно с Филармонией , Хор Джеффри Митчелла, Новолондонский Детский хор под управлением Дэвида Пэрри. Звукозаписывающая компания: Chandos Records (записан в сентябре 2002 года).
• Дон Карлос — Джулиан Гэвин (Дон Карлос), Аластер Майлс (Филипп II), Дженис Уотсон (Элизабет де Валуа), Джейн Даттон (принцесса Эболи), Джон Томлинсон (Великий инквизитор); Опера Норт, оркестр и хор под управлением Ричарда Фарнса. Звукозаписывающая компания: Chandos Records (записан в мае 2009 года).